# Aleksander Dzienisiuk

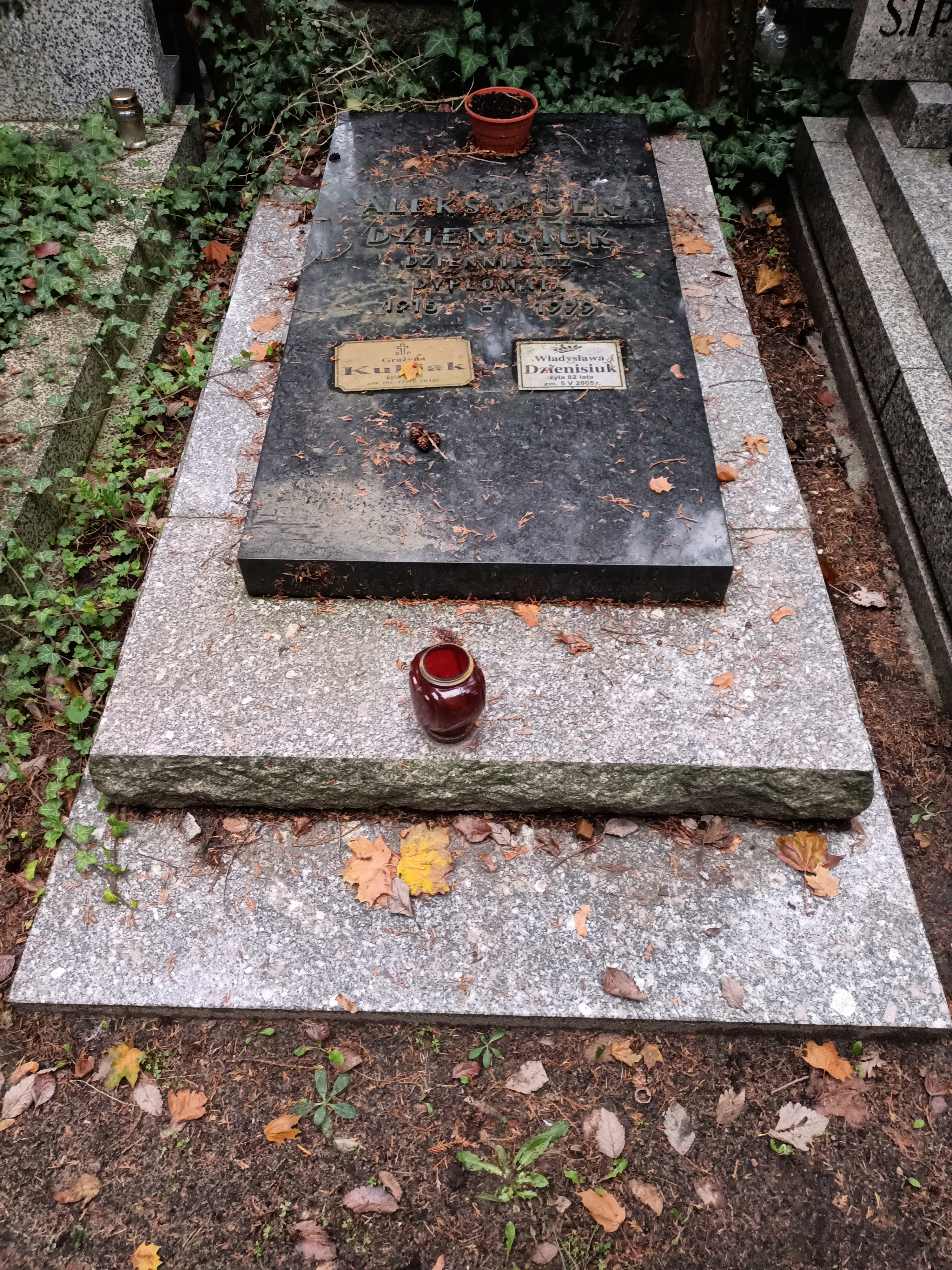
Grób Aleksandra Dzienisiuka na cmentarzu Wojskowym na Powązkach

Aleksander Dzienisiuk (ur. 8 marca 1915 w Moraczewie, zm. 2 stycznia 1979) – polski dziennikarz radiowy i dyplomata, chargé d’affaires w Albanii (1971–1976).

## Życiorys
Aleksander Dzienisiuk w 1939 uzyskał dyplom magistra filozofii w zakresie filologii klasycznej na Wydziel Humanistycznym Uniwersytetu Stefana Batorego w Wilnie. Od września 1939 do 1941 i od 1944 do 1945 uczył w Liceum Śniadeckich w Wilnie łaciny i polskiego. Podczas okupacji niemieckiej pracował jako robotnik kolejowy. W lutym 1945 repatriował się do Polski. Podjął pracę w Białymstoku na stanowisku naczelnika w Wojewódzkim Urzędzie Propagandy i Informacji oraz zastępcy redaktora naczelnego „Jedności Robotniczej". Jesienią 1945 zaczął pracę w bydgoskiej rozgłośni Polskiego Radia, gdzie pełnił kolejno funkcje: kierownika literackiego, dyrektora programu, dyrektora Okręgu Pomorskiego Polskiego Radia (1947–1952). W latach 1949–1952 równocześnie wykładał filozofię marksistowską na Uniwersytecie Mikołaja Kopernika w Toruniu. Był także prasowym publicystą politycznym i literackim (m.in. w „Arkonie”). W 1952 przeniósł się do Warszawy, gdzie objął stanowisko dyrektora Rozgłośni Regionalnych w Polsce. W 1956 rozpoczął pracę w Ministerstwie Spraw Zagranicznych. Był I sekretarzem Ambasady w Helsinkach (1956–1961), naczelnikiem Wydziału Prasy w Departamencie Prasy i Informacji (1961–1963), I sekretarzem i radcą Ambasady w Wiedniu (1964–1968), rzeczoznawcą w MSZ (1968–1970). Od 1970 do 1976 kierował polską ambasadą w Tiranie jako chargé d’affaires.
W 1944 został członkiem Związku Patriotów Polskich, w 1946 Polskiej Partii Robotniczej, a następnie Polskiej Zjednoczonej Partii Robotniczej. Pełnił szereg funkcji partyjnych: lektora w Komitecie Wojewódzkim PPR w Bydgoszczy (1946–1948), członka Komitetu Miejskiego PZPR w Bydgoszczy (1948–1952), lektora Warszawskiego Komitetu Wojewódzkiego oraz Komitetu Centralnego (1952–1955), kierownika Sektora Radia i Telewizji w KC PZPR (1953–1955), sekretarza Podstawowej Organizacji Partyjnej w Ambasadzie w Helsinkach (1956–1960).
Syn Jana i Bronisławy. Żonaty z Władysławą z domu Malicką. Pochowany na Cmentarzu Wojskowym na Powązkach.